# Kyohei Yamagata
Kyohei Yamagata (født 7. september 1981) er en tidligere japansk fodboldspiller.
Han har spillet for flere forskellige klubber i sin karriere, herunder Sanfrecce Hiroshima og Avispa Fukuoka.